# Woodstock-Festival
Das Woodstock Music & Art Fair presents An Aquarian Exposition – 3 Days of Peace & Music, kurz Woodstock, war ein vor allem auf Folkmusik und Rockmusik ausgerichtetes Open-Air-Musikfestival. Es gilt als Höhe- und gleichzeitig Endpunkt der im Mainstream angekommenen Hippiebewegung in den USA.
Das Festival begann planmäßig am 15. August 1969, endete jedoch verspätet am Montagmorgen des 18. Augusts. Als Austragungsort dienten Weidefelder des Milchbauern Max Yasgur in White Lake nahe der Kleinstadt Bethel im US-Bundesstaat New York, etwa 70 Kilometer südwestlich vom namensgebenden und ursprünglich angedachten Veranstaltungsort in Woodstock.
Vor geschätzten 400.000 Besuchern traten 32 Bands und Solokünstler der Musikrichtungen Folk, Rock, Psychedelic Rock, Blues und Country auf, darunter Stars wie Jimi Hendrix, Janis Joplin und The Who. Die erwarteten Zuschauerzahlen wurden um mehr als das Doppelte übertroffen. Unzählige potenzielle Zuschauer mit oder ohne Vorverkaufsticket blieben in Verkehrsstaus rund um das Festivalgelände stecken. Während der Veranstaltung herrschten aufgrund einsetzenden Regenwetters und organisatorischer Missstände teils katastrophale Zustände, die durch den Einsatz der New Yorker Nationalgarde gemildert wurden. Trotz dieser teils widrigen Umstände wurde Woodstock für seine friedliche Stimmung bekannt. Zahlreiche Musiker, Mitarbeiter und Besucher verbrachten die Festivaltage unter dem Einfluss von Drogen wie LSD, Mescalin und Haschisch bzw. Marihuana.
Obwohl von kommerziellen Interessen der Veranstalter, Bandmanager und vieler Musiker geleitet, verkörpert Woodstock den Mythos eines friedliebenden, künstlerischen und „anderen“ Amerikas. Im Gegensatz dazu befand sich ein gespaltenes Amerika im Vietnamkrieg, war schockiert durch politische Morde an John F. Kennedy, Malcolm X, Martin Luther King und Robert F. Kennedy und stand unter dem Eindruck der durch die Gegenkultur thematisierten gesellschaftlichen Konflikte.
Der auf dem Festival entstandene Oscar-prämierte Film Woodstock gilt als einer der erfolgreichsten Dokumentarfilme und war mitverantwortlich dafür, dass der Mythos von Woodstock in die Welt transportiert wurde.

## Festivalverlauf

### Freitag und Nacht auf Samstag
| Band/Künstler       | Auftrittszeit   | Gage (1969) | Wert (2025) (gerundet) | Anmerkung                       |
| ------------------- | --------------- | ----------- | ---------------------- | ------------------------------- |
| Richie Havens       | 17:07–18:00 Uhr | 6.000 US-$  | 51.000 US-$            |                                 |
| Swami Satchidananda | 18:10–18:20 Uhr | —           | —                      | Eröffnungsrede                  |
| Sweetwater          | 18:30–19:10 Uhr | 1.250 US-$  | 11.000 US-$            |                                 |
| Bert Sommer         | 19:20–20:15 Uhr | 7.500 US-$  | 64.000 US-$            |                                 |
| Tim Hardin          | 21:20–21:45 Uhr | 2.000 US-$  | 17.000 US-$            |                                 |
| Ravi Shankar        | 22:00–22:35 Uhr | 4.500 US-$  | 39.000 US-$            | Auftritt im Regen               |
| Melanie             | 22:50–23:20 Uhr | 750 US-$    | 6.400 US-$             |                                 |
| Arlo Guthrie        | 23:55–00:30 Uhr | 5.000 US-$  | 43.000 US-$            |                                 |
| Joan Baez           | 00:55–02:00 Uhr | 10.000 US-$ | 86.000 US-$            | Baez war im 6. Monat schwanger. |

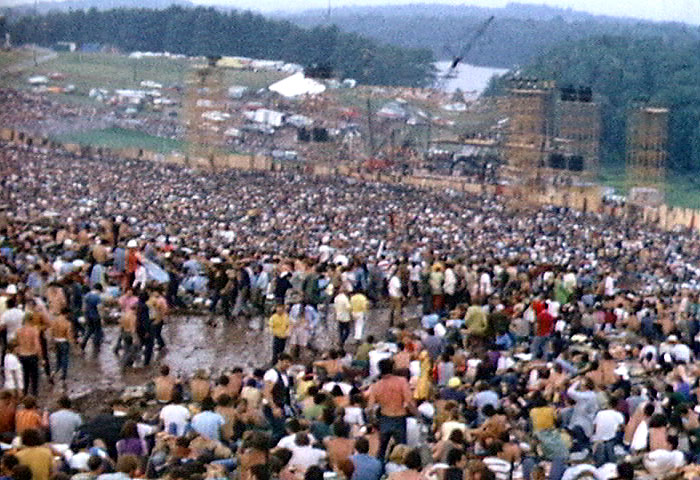
Woodstock

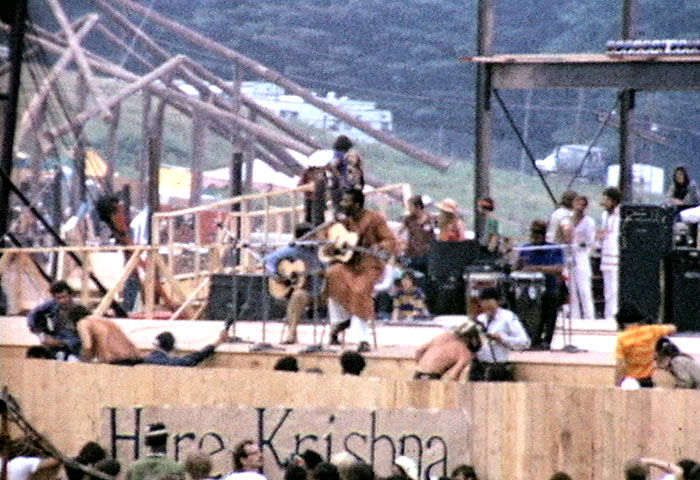
Richie Havens’ Auftritt

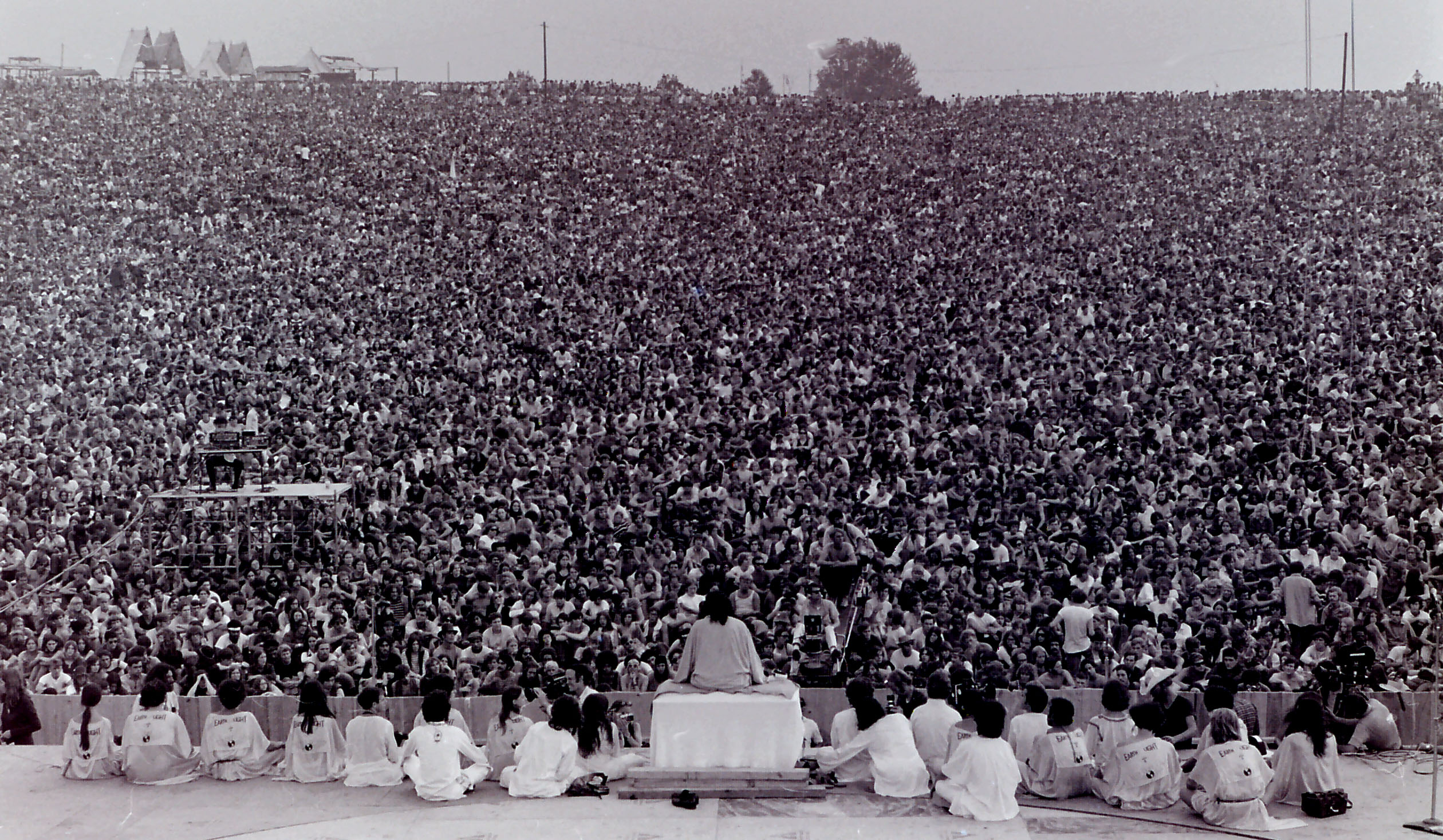
Eröffnungsrede Satchidananda

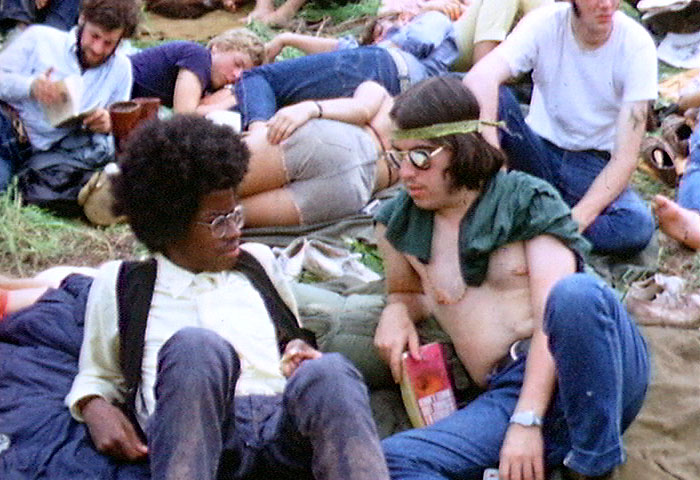
Festival-Besucher

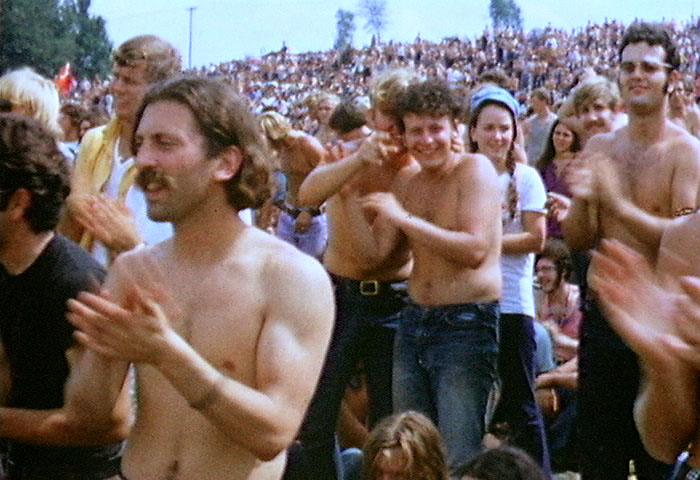
Woodstock-Besucher

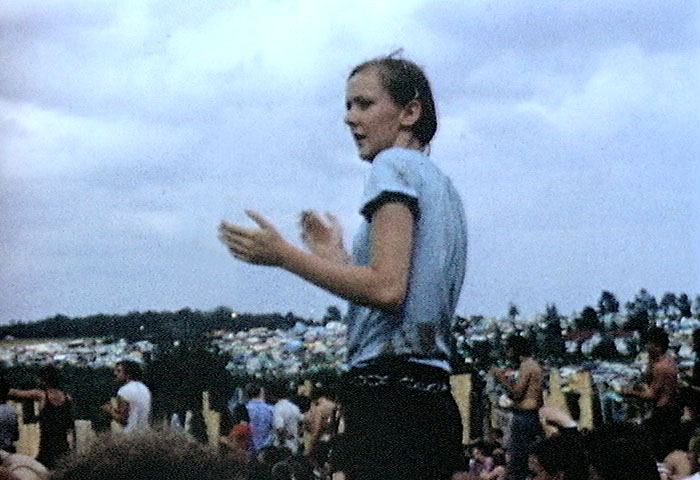
Tanzendes Publikum am Samstag

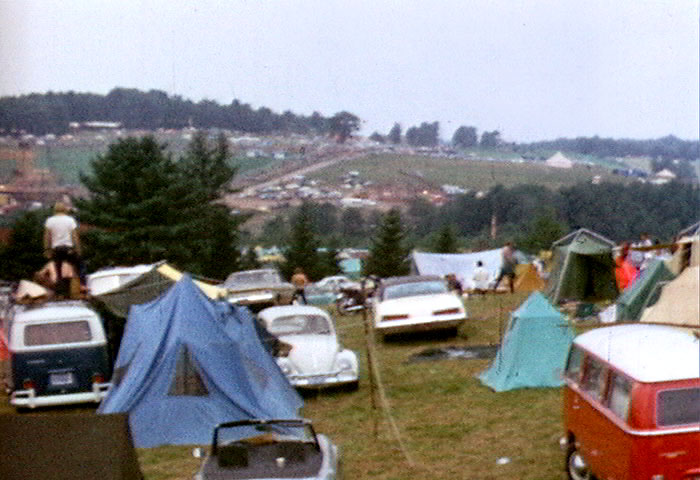
Campingplatz östlich der Bühne

Nach dem Plan von Veranstalter Michael Lang stand der erste Festivaltag ganz im Zeichen von Folk- und Countrymusik. Um 17:07 Uhr eröffnete der bis dahin recht unbekannte schwarze Folk-Musiker Richie Havens das Festival. Er sprang für Sweetwater ein, die noch nicht eingetroffen waren. Havens sang und spielte Akustikgitarre. Er spielte unter anderem umarrangierte Beatles-Coverversionen, erhielt viel Beifall und spielte als Zugaben einige Blues-Standards, bis sein Songrepertoire erschöpft war.
Anschließend improvisierte er eine Version des Spirituals Motherless Child („Kind ohne Mutter“), dem er eine Strophe mit dem ständig wiederholten Ruf Freedom („Freiheit“) hinzufügte. Der Song wurde ein internationaler Hit. Die Darstellung im Woodstock-Film, Havens habe insgesamt drei Stunden gespielt, ist falsch; er spielte elf Songs in etwa 45 Minuten.
Inzwischen waren Sweetwater per Hubschrauber zusammen mit Swami Satchidananda eingeflogen worden. Sie hielten Woodstock für ein simples Festival und waren von der Menschenmenge überrascht. Ihre Instrumente waren bereits vor Havens Auftritt aufgebaut worden, jedoch hatte kein Soundcheck stattgefunden. Nach der Eröffnungsrede von Swami Satchidananda spielten sie ihr 45-minütiges Set und waren mit ihrem Auftritt sehr unzufrieden.
Anschließend begann es zu regnen, und Bert Sommer hatte seinen Auftritt zusammen mit seinem Studiogitarristen Ira Stone. Sie spielten zehn Lieder, darunter den Jennifer Warnes gewidmeten Song Jennifer und das Simon-&-Garfunkel-Cover America. Mit dem Einbruch der Dämmerung folgte der Auftritt des Folksängers Tim Hardin, der zu dieser Zeit in Woodstock lebte und dessen Karriere sich bereits dem Ende zuneigte. Er und seine Band spielten Songs wie Misty Roses und seinen Klassiker If I Were a Carpenter. Bei letzterem brach an mehreren Stellen seine Stimme, was wahrscheinlich an Lampenfieber und Heroineinfluss lag.
Anschließend kam der indische Sitarspieler Ravi Shankar auf die Bühne, der vor Woodstock bereits beim Monterey Pop Festival aufgetreten war. Woodstock war das letzte Konzert des Mentors von George Harrison auf Festivals dieser Art, da er den offenen Drogenkonsum der Hippies und ihre Einstellung gegenüber Indien, die sich z. B. in Kamasutra-Partys mit Haschisch ausdrückte, immer stärker missbilligte. Gegen 22:30 Uhr sah er sich genötigt, den Auftritt wegen des stärker werdenden Regens abzubrechen.
Nach Shankar hätte gemäß dem Spielplan des Stagemanagers John Morris die Incredible String Band auftreten sollen. Sie weigerte sich aber, im Regen aufzutreten, und so wurde der Auftritt auf den nächsten Tag verschoben. An ihrer Stelle trat die 22-jährige Folk-Sängerin Melanie auf, die nach eigener Aussage den Eindruck hatte, dass sie anscheinend die einzige war, die nicht unter Drogeneinfluss gestanden hatte. Sie kannte zwar alle Künstler aus den Medien, hatte aber keinen davon jemals aus der Nähe gesehen. Nicht nur deshalb trat sie mit starkem Lampenfieber auf. Melanie spielte ihre beiden Lieder Beautiful People und Birthday of the Sun, während das Publikum in der Dunkelheit Kerzen, die zuvor ausgeteilt worden waren, im Takt der Musik bewegte. Diesen Moment hielt sie später im Lied Lay Down (Candles in the Rain) („Kerzen im Regen“) fest, das im folgenden Jahr auf Platz vier der US-amerikanischen Charts erreichte.
Danach trat der ebenfalls aus dem Folk-Bereich stammende Künstler Arlo Guthrie, der Sohn von Woody Guthrie, auf. Er spielte Bob Dylans Walking Down the Line, Amazing Grace und seinen Song Coming into Los Angeles, bei dem er kurz von einer Ansage durch Jerry García unterbrochen wurde. Der Auftritt des offensichtlich auch unter Drogeneinfluss stehenden Guthrie enthielt unter anderem einen Monolog über etwas, das mit einem Pharao zu tun hatte, wie sich ein Zuschauer erinnert. Außerdem prägte er mit seinem Statement „New York State Thruway is Closed, Man“ einen der wichtigen Sätze des Festivals.
Höhepunkt und Headliner des ersten Abends war Joan Baez. Die im sechsten Monat schwangere Sängerin nutzte die Gelegenheit, um dem Publikum von ihrem inhaftierten Ehemann David Harris zu erzählen und den Song Joe Hill zu präsentieren. Anschließend legte sie ihre Gitarre beiseite und sang Swing Low, Sweet Chariot. Als sie ihren Auftritt mit We Shall Overcome beendete, begann ein Wärmegewitter, bei dem innerhalb von ungefähr drei Stunden über 120 mm Niederschlag fiel.

### Samstag bis Sonntagmorgen
| Band/Künstler                        | Auftrittszeit   | Gage (1969) | Wert (2025) (gerundet) | Anmerkung                             |
| ------------------------------------ | --------------- | ----------- | ---------------------- | ------------------------------------- |
| Quill                                | 12:15–12:45 Uhr | 375 US-$    | 3.200 US-$             |                                       |
| Country Joe McDonald                 | 13:00–13:30 Uhr | 2.500 US-$  | 21.000 US-$            | hatte einen weiteren Gig mit The Fish |
| Santana                              | 14:00–14:45 Uhr | 2.500 US-$  | 19.000 US-$            |                                       |
| John Sebastian                       | 15:30–15:55 Uhr | 1.000 US-$  | 9.000 US-$             | ungeplanter Auftritt von Sebastian    |
| Keef Hartley Band                    | 16:45–17:30 Uhr | 500 US-$    | 4.300 US-$             |                                       |
| The Incredible String Band           | 18:00–18:30 Uhr | 2.250 US-$  | 19.000 US-$            | Wurde durch Melanie ersetzt           |
| Canned Heat                          | 19:30–20:30 Uhr | 6.500 US-$  | 56.000 US-$            |                                       |
| Mountain                             | 21:00–22:00 Uhr | 2.000 US-$  | 17.000 US-$            |                                       |
| Grateful Dead                        | 22:30–00:05 Uhr | 2.250 US-$  | 19.000 US-$            |                                       |
| Creedence Clearwater Revival         | 00:30–01:20 Uhr | 10.000 US-$ | 86.000 US-$            |                                       |
| Janis Joplin & The Kozmic Blues Band | 02:00–03:00 Uhr | 7.500 US-$  | 64.000 US-$            |                                       |
| Sly & the Family Stone               | 03:30–04:20 Uhr | 7.000 US-$  | 60.000 US-$            |                                       |
| The Who                              | 05:00–06:05 Uhr | 11.200 US-$ | 96.000 US-$            | Gig wurde von Abbie Hoffman gestört.  |
| Jefferson Airplane                   | 08:00–09:40 Uhr | 7.500 US-$  | 64.000 US-$            | begleitet von Nicky Hopkins           |

Die folgenden beiden Festivaltage wurden von Rockmusik geprägt. Das erste Konzert am Samstag begann um 12:15 Uhr mit einem 40-minütigen Auftritt der relativ unbekannten Band Quill. Der Auftritt erscheint nicht im Woodstock-Film, da die Aufnahme der Tonspur nicht mit dem Film synchronisiert worden war.
Es folgte ein spontaner Auftritt von Country Joe McDonald, der an diesem Tag als Zuschauer gekommen war und erst am Folgetag mit seiner Band Country Joe and the Fish auftreten sollte. Er zeigte sich über die Menschenmasse ziemlich überrascht. Nachdem er den Organisatoren gesagt hatte, dass er keine Gitarre dabei habe, besorgte man ihm eine Yamaha FG 150 und schickte ihn damit auf die Bühne. McDonald stellte während der ersten vier Lieder fest, dass ihm die Menge nicht zuhörte. Daraufhin reagierte er mit einer öffentlichen Stimmprobe. Dazu rief er dem Publikum zu: „Gimme an F“ (gebt mir ein „F“), woraufhin sämtliche Unterhaltungen verstummten und die Menge ihm ein lautes „F“ entgegenschrie. Als er mit den restlichen Buchstaben „U“, „C“ und „K“ fertig war, fragte er mehrfach: „What’s that spell?“ Anschließend spielte er seinen Hit I-Feel-Like-I’m-Fixin’-to-Die Rag und beendete so seinen Auftritt erfolgreich.
Die vielköpfige von Carlos Santana geleitete Band Santana, die als Nächstes die Bühne betrat, hatte gerade ihr erstes Album aufgenommen. Obwohl die Menge im Chor „No Rain“ („kein Regen“) rief und, um dies zu untermauern, auf diverse Objekte klopfte, gehörte der Auftritt mit dem Song Soul Sacrifice und dem energetischen Schlagzeugsolo des erst 20-jährigen Drummers Michael Shrieve zu den Höhepunkten des Festivals. Die Bühnenmannschaft hatte zudem Lattenreste verteilt, die die Fans im Takt zu diesem Song gegeneinander schlugen. Das bald nach dem Festival erschienene Debütalbum der Afro- und Latin-Elemente mit Blues, Rock und Jazz verbindenden Band schaffte es hauptsächlich wegen des 45-minütigen Festival-Auftrittes in die Top fünf der Albumcharts in den USA.
Der folgende Auftritt von John Sebastian war improvisiert. Er war zuvor von Wavy Gravy hinter der Bühne entdeckt worden, obwohl er überhaupt nicht für das Festival gebucht worden war. Sebastian trug wilde Bindebatik-Kleidung und stand laut eigener Aussage so unter Drogeneinfluss, dass er nicht in der Lage war, die Aufforderung abzulehnen. Als er die Bühne nur mit einer akustischen Gitarre ausgestattet betrat, bat er das Publikum: „Liebt einfach jeden Menschen neben euch und nehmt auf dem Rückweg etwas Müll mit.“ Sein kurzer Auftritt mit einer Art Rap, der infolge seines psychedelischen Zustands beinahe eine Parodie einer Hippie-Unterhaltung darstellte, wurde von der Menge begeistert aufgenommen. Als er plötzlich Textaussetzer hatte, hörte er auf, Gitarre zu spielen, und rief der riesigen Menschenmenge „Help me!“ zu. Das Publikum entsprach seinem Wunsch, sodass er sein Stück korrekt beenden konnte.
Es folgte die Keef Hartley Band, die sich gerade in ihrem Wandel zum Jazz-Rock befand. Abgesehen von ihrem wie immer in Indianerkleidung auftretenden Schlagzeuger Keef Hartley war es für die gesamte britische Band der erste Auftritt in den USA. Da die Band weder im Film noch auf der Schallplatte zu hören ist, gelang es Keef Hartley erst 2004, durch einen Fan eine Aufnahme des Konzerts zu erhalten.
Anschließend fand der vom Vortag verlegte Auftritt der Incredible String Band statt. Sie hatte nach eigenen Angaben den Auftritt am Freitag abgesagt, da sie für sämtliche Instrumente elektrische Verstärker benutzte, was im Regen zu gefährlich war. Das Publikum war nach Santana auf „harte Musik“ eingestellt und bekam mit der String Band stattdessen Psychedelic Folk in glühend heißer Sonne. Die Begeisterung hielt sich in Grenzen, und die Band wurde die einzige des Festivals, von der keine Zugabe verlangt wurde. Dies führte dazu, dass der Auftritt weder in der ersten Version des Films noch in der des Albums zu finden ist. Der Bandmanager Joe Boyd betrachtete die Verlegung des Auftritts deshalb als verpasste Gelegenheit.
Dem anschließenden Headliner-Auftritt der Blues-Formation Canned Heat, die etwa mit On the Road Again eine Mischung aus Blues-Rock und psychedelischen Elementen vortrug, war ein Streit zwischen dem Gitarristen Henry „Sunflower“ Vestine und dem Bassisten Larry „The Mole“ Taylor zwei Tage zuvor auf der Bühne des Fillmore West vorausgegangen, in dessen Folge Vestine die Band verlassen hatte. Diese sah sich genötigt, umgehend Harvey Mandel zu engagieren, um die Tournee fortsetzen zu können. Da sie nicht einmal in der Lage gewesen waren, zusammen zu proben, weigerte sich der damalige Schlagzeuger und spätere Bandleader Adolfo „Fito“ de la Parra zunächst, auf dem Festival aufzutreten, konnte dann aber überredet werden.
Die Band traf gleichzeitig mit den Roadies ein, denen es gelungen war, sich im LKW mit der Ausrüstung durch das Chaos zu bewegen, wobei sie für den Weg zwischen den Catskills und New York über 13 Stunden benötigten. Die Band spielte während des Sonnenuntergangs und wurde vom Publikum gefeiert wie kaum eine andere während des Festivals. Der depressive Frontmann Alan „Blind Owl“ Wilson teilte mit auf die Bühne gekletterten Fans seine Zigarette. Der Canned-Heat-Song Going Up the Country (Hörbeispiel Midiⓘ) erreichte in dieser Woche die Spitze der amerikanischen Charts und wurde später zur inoffiziellen Hymne des Festivals.
Der nachfolgende Auftritt von Leslie Wests Band Mountain, bei dem West mit Southbound Train stark verzerrte Gitarrensoli darbrachte, war erst der vierte gemeinsame Live-Auftritt der kurz zuvor gegründeten Band. Unzufrieden war Jerry García mit dem mehrstündigen Auftritt von Grateful Dead, der mit St. Stephen begann und bald von der kalifornischen Rock, Blues, Folk, Pop und Country vermengenden Band wegen angeblicher Monitorprobleme auf der Bühne unterbrochen wurde. Durch den Regen während des Auftritts soll die Band einige Stromstöße durch ihre elektrischen Instrumente erlitten haben. Rückblickend betrachtet waren viele Fans der Meinung, dass die Band zuvor bereits bessere Auftritte gehabt hatte.
Da der Auftritt, der auch den das gitarristische Können von García und Bob Weir zeigenden Klassiker Dark Star zur Aufführung brachte, bewusst weder in den Film noch in das Album mit aufgenommen wurde, wussten viele Menschen lange Zeit überhaupt nichts davon. Auch der nachfolgende Auftritt der Co-Headliner Creedence Clearwater Revival, etwa mit der Mischung aus Folk- und Country-Rock I Put A Spell On You oder mit Suzie Q. (von Dale Hawkins), erschien weder im Film noch auf dem ursprünglichen Album, da John Fogerty und die Plattenfirma Fantasy dies ablehnten. Fogerty betrachtete den Auftritt als zu schlecht, um veröffentlicht zu werden. Es war nur ein kleiner Teil des Publikums wach, und die Band hatte angeblich mit technischen Schwierigkeiten zu kämpfen.
Janis Joplin trat danach auf, aber auch ihr Auftritt wird von Fans als einer ihrer schlechtesten bewertet, auch wenn Joplin viele mit ihrer Version von Piece of My Heart von Erma Franklin begeisterte. Viele meinten, das Engagement der Band fehlte, wodurch die zudem unter Einfluss von Heroin und Alkohol stehende Joplin nicht in der Lage war, ihre gewohnte Explosivität auszuleben. Ihre Stimme brach häufig. Allerdings machte sie eine Bemerkung über die Hippiebewegung, die später oft zitiert wurde: „Früher waren wir nur wenige, jetzt gibt es Massen und Massen und Massen von uns.“ Der Auftritt wurde ebenfalls nicht veröffentlicht. In den frühen Morgenstunden folgte der Auftritt von Sly & the Family Stone, der als einer der besten des Festivals und Höhepunkt von Sly Stones Karriere bezeichnet wird, obwohl er im Regen stattfand.
Um 5 Uhr morgens folgte die britische Band The Who. Deren Manager weigerte sich zuerst, die Band ohne Vorkasse auftreten zu lassen. Erst als Organisator Mike Lang drohte, diesen Umstand per Durchsage an die Menge zu verbreiten, konnte er von diesem Vorhaben abgebracht werden. Ihr durch den späteren Film bekannt gewordener Auftritt enthielt einige Songs von ihrem im Juni erschienenen Doppelalbum Tommy. Der Aktivist Abbie Hoffman unterbrach die Aufführung, indem er versuchte, eine Protestrede gegen die Gefangennahme von John Sinclair von der White Panther Party zu halten. Pete Townshend verscheuchte ihn durch einen gezielten Schlag mit seiner Gibson SG von der Bühne; er sagte später, dass er bezüglich Sinclairs Gefangennahme eigentlich mit Hoffman einer Meinung war. Townshend beendete den auch Pinball Wizard darbietenden Auftritt mit dem rituellen Zertrümmern seiner Gitarre, die er anschließend ins Publikum warf.
Beendet wurde das Festival an diesem Tag durch die regenbedingten Wartezeiten erst nach Sonnenaufgang. Es spielte Jefferson Airplane, bekannt durch psychedelischen Rock wie in White Rabbit. Sängerin Grace Slick kündigte an, dass die Band ein wenig „Morning maniac music“ (etwa: „Musik für die Morgenverrückten“) spielen würde. Unter anderem wurde erstmals der Song Volunteers präsentiert, der sechs Monate später zusammen mit dem gleichnamigen Album erschien.

### Sonntag und Montagmorgen
| Band/Künstler                       | Auftrittszeit   | Gage (1969) | Wert (2025) (gerundet) | Anmerkung                                                            |
| ----------------------------------- | --------------- | ----------- | ---------------------- | -------------------------------------------------------------------- |
| Joe Cocker and The Grease Band      | 14:00–15:25 Uhr | 1.375 US-$  | 12.000 US-$            | Nach dem Auftritt führte ein Gewitter zu einer langen Unterbrechung. |
| Country Joe and the Fish            | 18:30–20:00 Uhr | 2.500 US-$  | 21.000 US-$            | zweiter Auftritt von Country Joe                                     |
| Ten Years After                     | 20:15–21:15 Uhr | 3.250 US-$  | 28.000 US-$            |                                                                      |
| The Band                            | 22:00–22:50 Uhr | 7.500 US-$  | 64.000 US-$            |                                                                      |
| Johnny Winter                       | 00:00–01:05 Uhr | 3.750 US-$  | 32.000 US-$            |                                                                      |
| Blood, Sweat & Tears                | 01:30–02:30 Uhr | 15.000 US-$ | 130.000 US-$           |                                                                      |
| Crosby, Stills, Nash & Young        | 03:00–04:00 Uhr | 5.000 US-$  | 43.000 US-$            |                                                                      |
| The Butterfield Blues Band          | 06:00–06:45 Uhr | 7.500 US-$  | 64.000 US-$            |                                                                      |
| Sha Na Na                           | 07:30–08:00 Uhr | 700 US-$    | 6.000 US-$             | Drummer Jocko Marcellino war der jüngste Musiker des Festivals       |
| Jimi Hendrix + Gypsy Sun & Rainbows | 09:00–11:10 Uhr | 18.000 US-$ | 150.000 US-$           | Bei Hendrix’ Auftritt waren noch etwa 35.000 Zuschauer zugegen.      |

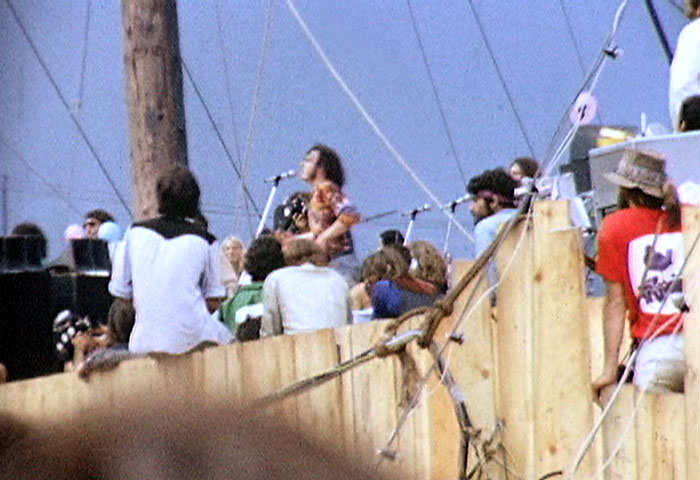
Joe Cockers Auftritt

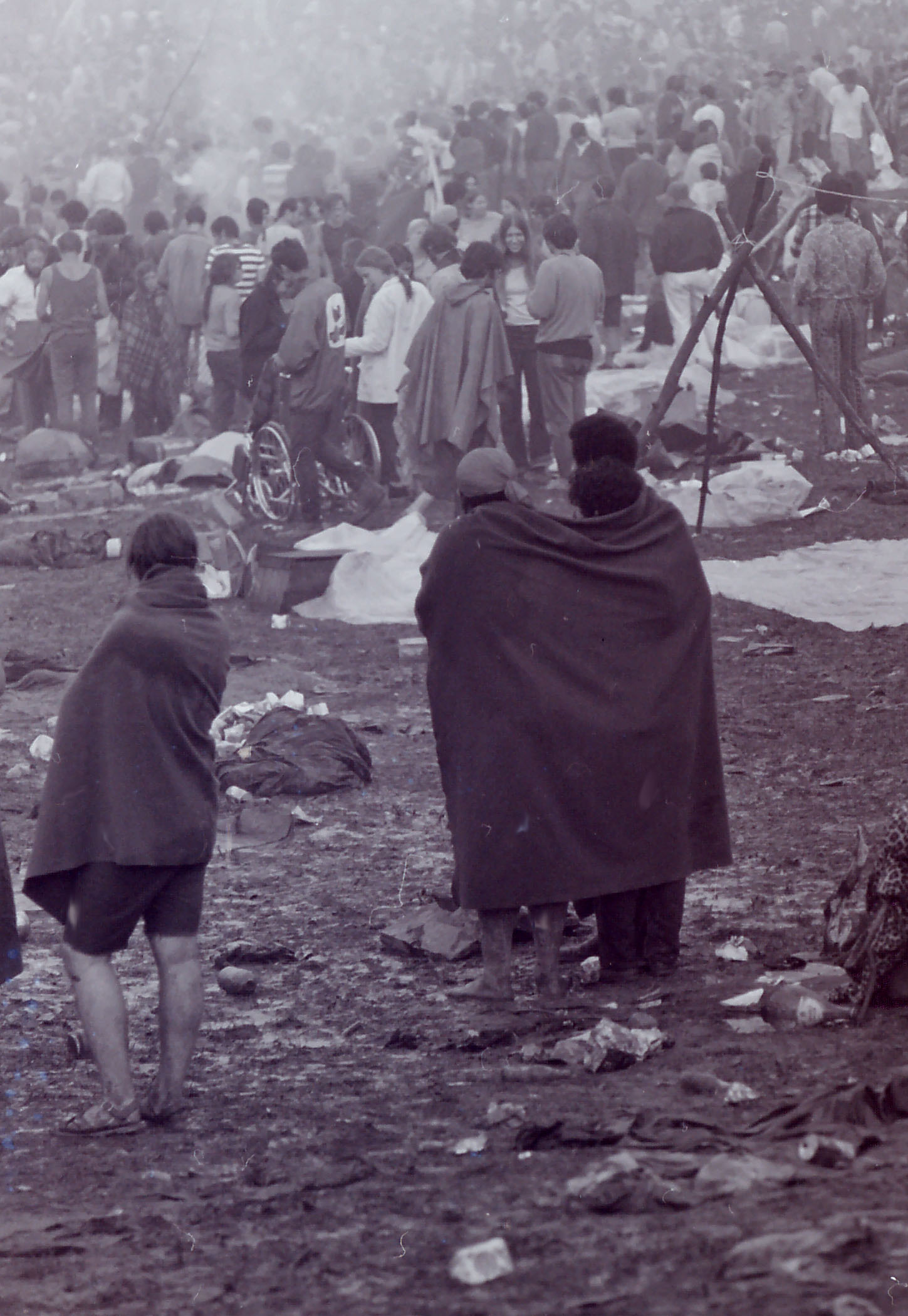
Nach dem Regenguss

Der letzte Tag von Woodstock begann mit dem Auftritt von Joe Cocker, der mit seiner bereits im Vorjahr erschienenen Coverversion des Beatles-Klassikers With a Little Help from My Friends den ersten großen Durchbruch in seiner Karriere erreichte. Nach dessen Auftritt setzte ein heftiges Gewitter ein. Als das Unwetter aufgehört hatte, betrat der Farmer Max Yasgur die Bühne, auf dessen Feldern das Festival stattfand. Er dankte den Zuschauern dafür, dass sie ihm halfen, der Welt etwas zu beweisen. Die Festivalbesucher hatten seiner Meinung nach zusammen bewiesen, dass eine halbe Million Menschen zusammenkommen und nichts als Spaß und Musik haben könnten. Yasgur behauptete, dass dies die größte Ansammlung von Leuten an einem Ort überhaupt wäre.
Danach folgte der Auftritt von Country Joe and the Fish, die in letzter Minute als Ersatz für Jethro Tull gebucht worden waren. Auch wenn die Band bereits 1967 beim Monterey Pop Festival aufgetreten war, war Woodstock der Höhepunkt ihrer Karriere. Wieder wurde der I-Feel-Like-I’m-Fixin’-to-Die Rag gespielt. Gegen 20:15 Uhr gab es mit dem 90-minütigen Auftritt von Ten Years After einen weiteren Höhepunkt. Da der Regen die Luftfeuchtigkeit verändert hatte, musste die Band während ihres ersten Songs Good Morning Little School Girl nach etwa einer Minute unterbrechen, um die Gitarren erneut zu stimmen. Nach dem regulären Set folgte die Zugabe I’m Going Home, bei welcher der Gitarrenvirtuose Alvin Lee ein fast zehnminütiges Solo spielte. Dies war der einzige Song des Auftritts, der von der Filmcrew aufgenommen wurde. Sie hatte mit drei Kameras zu filmen begonnen, von denen eine nach der Hälfte des Auftritts ausfiel. Für die Dreifach-Split-Screen-Version des Films wurde deshalb gegen Ende das gespiegelte Filmmaterial der rechten Kamera benutzt, um die Lücke zu füllen.
Der Auftritt von The Band um 22:00 Uhr wurde begleitet von starken Lampenfieberanfällen der Bandmitglieder und spielten unter anderem das von Bob Dylan mitkomponierte Stück Tears Of Rage. Die Musiker von The Band waren derartige Menschenmengen nicht gewöhnt. Die Erlebnisse von Woodstock und dem zwei Wochen später stattfindenden Auftritt beim Isle of Wight Festival, wo die Musiker zusammen mit Bob Dylan spielten, wurden anschließend im Song Stage Fright („Lampenfieber“) verarbeitet. Um 01:30 Uhr folgten Blood, Sweat & Tears, die als einer der Headliner galten. Nach Meinung des Managers der Band hätte der Auftritt nicht im Film erscheinen sollen, da die 7.500 Dollar, die die Band für den Auftritt erhalten hatte, angeblich zu wenig gewesen seien, um den Auftritt für die Zukunft zu erhalten. Allerdings schaffte es die Filmcrew, das Eröffnungsstück More and More aufzuzeichnen, bevor sie der Bühne verwiesen wurde.
Obwohl der nachfolgende Auftritt des texanischen Blues-Gitarristen Johnny Winter, der sogar eine zwölfsaitige E-Gitarre virtuos spielte, gefilmt wurde, erschien er nicht im Dokumentarfilm. Sein Manager hatte sich mit der Filmcrew zerstritten, welche die Veröffentlichung des Auftritts – gespielt wurde etwa Mean Town Blues – anschließend mit der Begründung, dass er „zu merkwürdig“ gewesen sei, verhinderte. Gegen 3:00 Uhr folgten Crosby, Stills and Nash. Dieser Auftritt, während dessen das neue Bandmitglied Neil Young auf die Bühne kam, war der zweite Liveauftritt der Formation in der neuen Besetzung. Die Bandmitglieder waren entsprechend nervös und spielten zwei Sets. Den Anfang machte Suite: Judy Blue Eyes, eine Suite von acht Minuten, die vom Ende der Liebesbeziehung zwischen Stephen Stills und Judy Collins handelt. Außerdem spielten sie mit 4 + 20 einen Song, der erst auf dem 1970er Album Déjà Vu erschien.
Danach trat die Butterfield Blues Band auf, die sich kurz zuvor nach einer Studiopause neu formiert hatte. Beim Auftritt der Band um Paul Butterfield war Buzz Feiten dabei. Für ihn war es der erste professionelle Auftritt. Mit ihrem 40-minütigen Auftritt wurde Sha Na Na einer breiten Öffentlichkeit bekannt. Die Band begann sich in der US-amerikanischen Rock-’n’-Roll-Landschaft zu etablieren. Sha-Na-Na waren die einzigen Interpreten des Woodstock-Festivals, die noch ohne Plattenvertrag waren.
Um 9:00 Uhr morgens betraten der als Festivalhighlight engagierte Jimi Hendrix und seine Begleitband die Bühne. Hendrix hatte für das Festival eine neue Band zusammengestellt: Gypsy Sun & Rainbows mit Mitch Mitchell (Schlagzeug), seinem alten Armee-Freund Billy Cox (Bass), Larry Lee (Rhythmusgitarre) und zwei Perkussionisten. Hendrix spielte unter anderem den Titel The Star-Spangled Banner, seine Interpretation der US-amerikanischen Nationalhymne, als einen Friedensappell vor dem Hintergrund des Vietnamkriegs, in der er das Geräusch einschlagender Raketen und das Sterben der Soldaten musikalisch wiederzugeben versuchte. Mit Hendrix’ Darbietung von Purple Haze, Villanova Junction und Hey Joe endete das Festival am Montagmorgen um 11:10 Uhr vor noch etwa verbliebenen 35.000 Besuchern.

## Historie

### Vorgeschichte
Entgegen dem weit verbreiteten Mythos war das Woodstock-Festival als eine durchweg kommerzielle Veranstaltung geplant. Die jungen New Yorker Rockmanager, Festival-Promoter und Musikproduzenten Artie Kornfeld und Michael Lang waren mit den Risikokapital-Investoren Joel Rosenman und John P. Roberts die Initiatoren, Veranstalter und treibenden Hintergrundkräfte des Woodstock-Festivals.
Ursprünglich wollte das 24 und 26 Jahre alte Duo Lang/Kornfeld lediglich ein Konzert veranstalten, um die Eröffnung ihres geplanten Ton- und Aufnahmestudios medienwirksam zu promoten, das sie am Wohnort von Michael Lang in Woodstock gemeinsam errichten wollten. Lang und Kornfeld versprachen sich ein gutes Geschäft davon, die Tonstudioinfrastruktur quasi frei Haus und vor Ort für die zahlreichen populären und umsatzstarken Künstler der Folk- und Rockmusikszene zu liefern, die sich damals ebenfalls in und um Woodstock niedergelassen hatten. In die rund 160 Kilometer nördlich von New York City gelegene Kleinstadt hatte sich Bob Dylan 1966 nach seinem Motorradunfall zurückgezogen. Ihm waren Stars jener Zeit wie Janis Joplin, Jimi Hendrix, Blood, Sweat & Tears und The Band gefolgt.
Zur Finanzierung des Tonstudios und des Konzerts kontaktierte das Hippie-Duo Lang/Kornfeld die gleichaltrigen Finanzunternehmer Joel Rosenman und John P. Roberts. Die aus der New Yorker Oberschicht stammenden Rosenman und Roberts hatten zuvor im Wall Street Journal eine Anzeige aufgegeben, in der sie sich auf der Suche nach Investitionsmöglichkeiten als „young men with unlimited capital“ anpriesen.
Auf Vermittlung des Anwalts Miles Lourie trafen sich die vier am 6. Februar 1969 erstmals im gemeinsamen Appartement von Rosenman und Roberts in der 85. Straße östlich des New Yorker Central Parks, um die Finanzierung des Woodstocker Aufnahmestudios und des Konzerts zu besprechen. Nach den Plänen von Lang und Kornfeld sollte zur Eröffnung des Studios ein Konzert gegeben werden, damit die eingeladenen Medienvertreter das Projekt promoten könnten. Roberts und Rosenman  investierten bereits selber gerade in den Aufbau des in einer ehemaligen Kirche in der 57. Straße eingerichteten Tonstudiokomplexes Media Sound.
In puncto Planung schlugen sie Lang und Kornfeld vor, das Konzert auf ein zweitägiges Musik- und Kunstfestival auszudehnen. Den daraus fließenden Gewinn könnten Lang und Kornfeld dann zur weiteren Finanzierung des Tonstudios verwenden. Als Budget wurden zunächst 250.000 US-Dollar (2025: ca. 2,1 Millionen US-Dollar) veranschlagt – zur Kostendeckung von Auftrittshonoraren für die Musiker, für die Organisation sowie die Bühneninfrastruktur. Bei zu erwartenden 100.000 Besuchern an beiden Tagen wurde bei durchschnittlichen Ticketpreisen von 5 US-Dollar ein Reingewinn zwischen 250.000 und 300.000 US-Dollar kalkuliert. Jedoch verlängerte man das Festival um einen weiteren Tag und kalkulierte fortan mit 200.000 Besuchern. Als Termin wurde der 15. bis 17. August 1969 anberaumt.

### Vorplanung
Bereits vor dem Treffen mit Roberts und Rosenman hatte Michael Lang im Januar 1969 die 300 Hektar große Winston Farm in der Kleinstadt Saugerties, etwa 15 Kilometer östlich von Woodstock, im US-Bundesstaat New York als Veranstaltungsort entdeckt.
Am 28. Februar 1969 wurde die Firma Woodstock Ventures Inc. mit Büroräumen in der 57. Straße gegründet, an der die vier Protagonisten zu jeweils 25 % beteiligt waren. Entsprechend der Fähigkeiten übernahm Michael Lang alle für die Produktion notwendigen Arbeiten, wie Engagements der Künstler, den Bühnenaufbau, die Tonanlage und die Beleuchtung. Lang, der einige Monate zuvor das Miami Pop Festival veranstaltet hatte und dabei ein finanzielles Desaster hinterließ, engagierte zur Unterstützung den Chefkoordinator Stanley Goldstein.
Kornfeld übernahm die Öffentlichkeitsarbeit und holte die PR-Profis Jane Friedman, Danny Goldberg, Mike Forman und Bert Cohen zu Woodstock Ventures. Kornfelds Werbestrategen sorgten dafür, dass das Festival in jedem Radiosender, in großen und kleinen Zeitungen nicht nur USA-weit, sondern auch in Kanada und Europa beworben wurde – und damit maßgeblich für den Besucheransturm verantwortlich war.
Joel Rosenman und John Roberts waren für die Finanzierung, Administration, Versicherung, Ticket- und Programmherstellung, Vorverkauf und Abendkasse zuständig. Für jegliche juristischen und gesetzlichen Belange wurden zur Unterstützung mehrere Anwälte hinzugezogen.
Ende März 1969 erhielten Roberts und Rosenman von den Anwälten der Besitzer der Winston Farm in Saugerties die katastrophale Nachricht, dass man das Gelände nun doch nicht für ein Musikfestival vermieten werde. Die Bewohner des Städtchens opponierten erfolgreich gegen den zu erwartenden Hippie-Ansturm, und so erhielten die Veranstalter die unerwartete Absage des angedachten Festivalspielortes. Ebenso erging es den Veranstaltern mit einem zwischenzeitlich als Veranstaltungsort gewählten Industriegelände im Städtchen Wallkill. Am 2. Juli 1969 erwirkte eine Bürgerinitiative, dass die Ausrichtung des Festivals in Wallkill per lokalem Gesetzeserlass verboten wurde.

### Veranstaltungsort

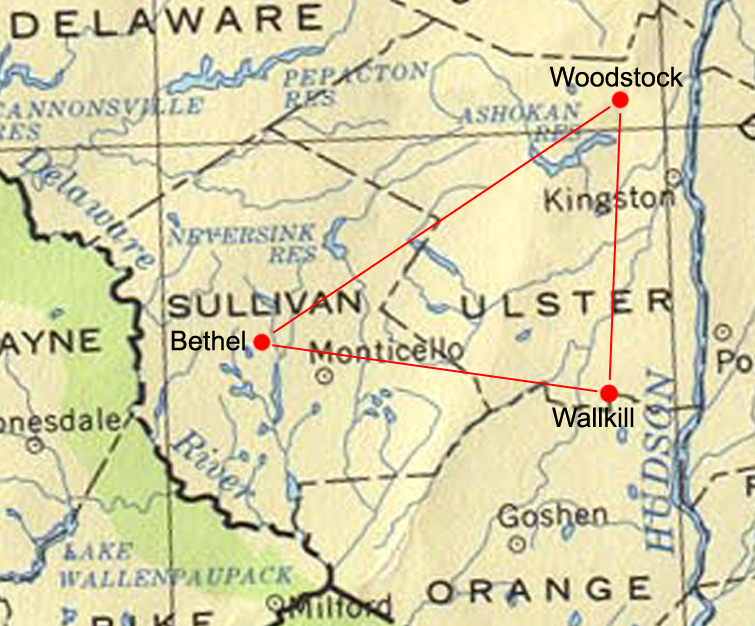
Woodstock, ursprünglich namensgebender Veranstaltungsort
Wallkill, zwischenzeitlich geplanter Veranstaltungsort
White Lake / Bethel, tatsächlicher Veranstaltungsort

Erst am 15. Juli wurde mit Unterstützung von Elliot Teichberg die 70 Kilometer südwestlich von Woodstock in den Catskill Mountains gelegene Dorfgemeinde White Lake nahe der Kleinstadt Bethel im US-Bundesstaat New York als Veranstaltungsort gefunden. Teichberg verfügte als Einziger in der Gemeinde über eine Lizenz zur Ausrichtung musikalischer Veranstaltungen, die er sich als Vorsitzender der örtlichen Handelskammer selbst ausgestellt hatte. Er vermietete Lang und Kornfeld das El Monaco Motel seiner Eltern, das zum Produktions- und Veranstaltungsbüro umfunktioniert wurde. Während des Festivals diente das Motel zudem als „Notaufnahme für schlechte LSD-Trips“. Regisseur Ang Lee verfilmte später die Geschichte um Teichbergs Beteiligung unter dem Titel Taking Woodstock.
Laut Teichberg war er den Veranstaltern zudem bei der Vermittlung eines weitläufigen etwa 240 Hektar großen Areals behilflich, auf dem das Festival für die zu erwartenden Menschenmassen ausgerichtet werden konnte. Teichberg stellte über den Mittelsmann Morris Abraham den Kontakt zwischen Michael Lang, dem Chefkoordinator Stanley Goldstein und dem in Bethel ansässigen Milchbauern Max Yasgur her, der über entsprechende Grundstücke verfügte. Lang und Goldstein waren begeistert von einer leicht ansteigenden 150.000 m² großen Weide, die wie ein Amphitheater in die Landschaft eingebettet war und sich damit perfekt für eine Konzertveranstaltung eignete. Zudem umgaben diese Weide weitere Felder zur Nutzung als Campingmöglichkeit und Parkplätzen. Yasgur erhielt 50.000 US-$ (2025 ca. 430.000 US-$) für die von ihm zur Verfügung gestellten Kuhweiden. Für eventuelle Schadensersatzforderungen ließ sich Yasgur von den Veranstaltern mit zusätzlichen 75.000 US-$ Kaution absichern. Yasgur wurde später mit Schadensersatzklagen in Höhe von 35.000 US-$ konfrontiert. Zusätzlich wurde für 5000 US-Dollar vom Geflügelbauern William Filippini dessen Seeanlage Filippini Pond gepachtet, die unmittelbar ans Festivalgelände angrenzte und im Laufe der Festivaltage als Trinkwasserreservoir und Badegelegenheit für Crew und Besucher diente.

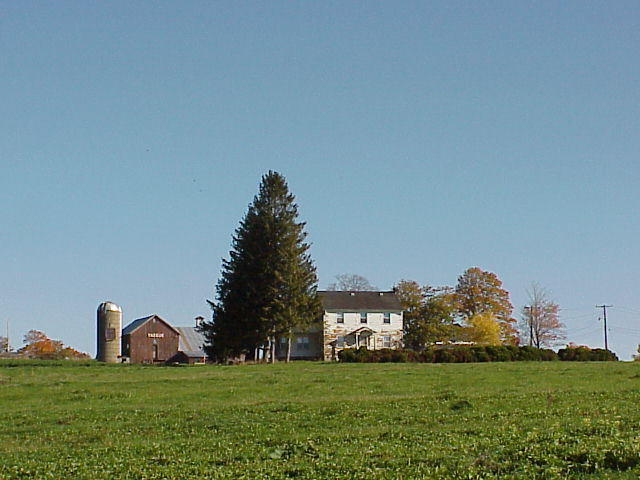
Max Yasgurs Farm in Bethel im US-Bundesstaat New York

Den lokalen Gastronomen und dem Präsidenten des Betheler Wirtschaftsverbandes war die Veranstaltung sehr willkommen. 800 Bürger der Kleinstadt hingegen unterschrieben eine Petition gegen die Ausrichtung des Festivals und den zu erwartenden Massenansturm. Sie konnten nur mit Schecks in ungenannter Höhe von Joel Rosenman beruhigt werden. Eine weitere Verbannung vom Festivalort mittels eines erneuten Bürgeraufstandes hätte das sichere Ende für die Veranstaltung bedeutet.
Innerhalb von drei verbleibenden Wochen musste der als technischer Direktor engagierte Ingenieur Chris Langhart mit Hilfe von 400 Handwerkern eine festivaltaugliche Infrastruktur inklusive neuer Straßen, Stromleitungen, Telefonleitungen, Brunnen, Wasserleitungen und die Festivalbühne mit Licht- und Lautsprechertürmen errichten. Musiker mussten für den neuen Veranstaltungsort gewonnen werden, was teilweise kostspielige Vertragsnachverhandlungen nach sich zog. Zudem musste ein Verkehrs- und Sicherheitskonzept erarbeitet werden. Den Eintrittskarteninhabern und potenziellen Festivalbesuchern musste mitgeteilt werden, dass der Veranstaltungsort von Wallkill nach White Lake/Bethel verlegt wurde, da das Festival in Promotionanzeigen bereits lange Zeit mit dem Veranstaltungsort Wallkill beworben wurde. Zusätzlich ließ Artie Kornfeld in 250 Untergrundzeitungen Werbeanzeigen für das nun in White Lake/Bethel veranstaltete Festival for Peace and Music schalten.

### Buchung der Bands
Verantwortlich für das Line-Up waren Michael Lang und sein Booker John Morris. Morris war ein Schützling von Bill Graham, einem der einflussreichsten Musikmanager, der sich unter Graham selbst zu einem sehr wichtigen Mann im Musikgeschäft hochgearbeitet hatte. John Morris war maßgeblich am Zustandekommen des Woodstock-Festivals beteiligt. Sehr früh schon wurde er in den Staff aufgenommen und verpflichtete die Künstler, die er alle persönlich kannte, für ihre Auftritte.
Aufgrund mangelnder Reputation und Erfahrung der Veranstalter war es im Vorfeld selbst für Morris schwierig, Bands zu bekommen. Die Künstleragenturen und Bandmanager legten auf eine Zusammenarbeit mit derartig unerfahrenen Veranstaltern keinen Wert und wollten kein Risiko eingehen. Dies ist sicherlich der Hauptgrund, dass die Avantgarde der damaligen Rock- und Popkultur – The Beatles, Bob Dylan, The Rolling Stones, Blind Faith, The Doors sowie schwarze Musiker wie James Brown oder Aretha Franklin – durch Abwesenheit glänzten. Außer The Who, Janis Joplin und Jimi Hendrix konnten keine Top-Acts gebucht werden. Um die Skepsis der Manager und Agenten auszugleichen, zahlte Woodstock Ventures in Person von Michael Lang zum Teil doppelte Gagen.
Für das Festival wurden schließlich 38 Bands gebucht. Im Vorfeld gab es einige Absagen – beispielsweise von der Jeff Beck Group, die sich kurz vor dem Festival getrennt hatten. Manche Bands schafften es nicht, durch den Verkehrsstau zum Festivalgelände zu gelangen. Iron Butterfly saßen in einem New Yorker Hotel und warteten darauf, abgeholt zu werden, doch der Hubschrauber kam nicht. Geplant war außerdem ein Auftritt von The Moody Blues, die auf frühen Plakaten des Festivals noch aufgeführt waren. Da sie auch für die gleichzeitig stattfindende politische Veranstaltung Socialist Rally in Paris engagiert worden waren, entschied sich die Band per Münzwurf. Die dadurch getroffene Entscheidung, in Paris aufzutreten, bereute die Band im Nachhinein. Joni Mitchell gelang es nicht, wie geplant am Festival teilzunehmen, weswegen sie zu Hause vor dem Fernseher mit Woodstock eine Hymne auf das Festival schrieb. Dieser Song wurde durch Crosby, Stills, Nash & Young und Ian Matthews’ Band Matthews Southern Comfort ein Welthit.

### Tickets und der Weg zumFree Concert

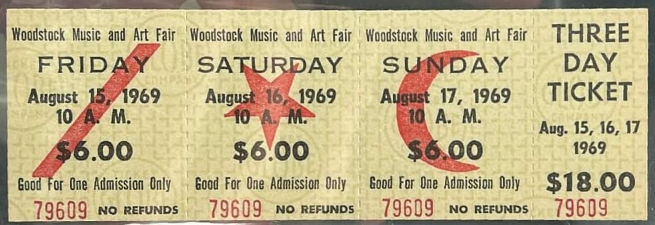
Drei-Tage-Ticket (Tageskasse vor Ort)

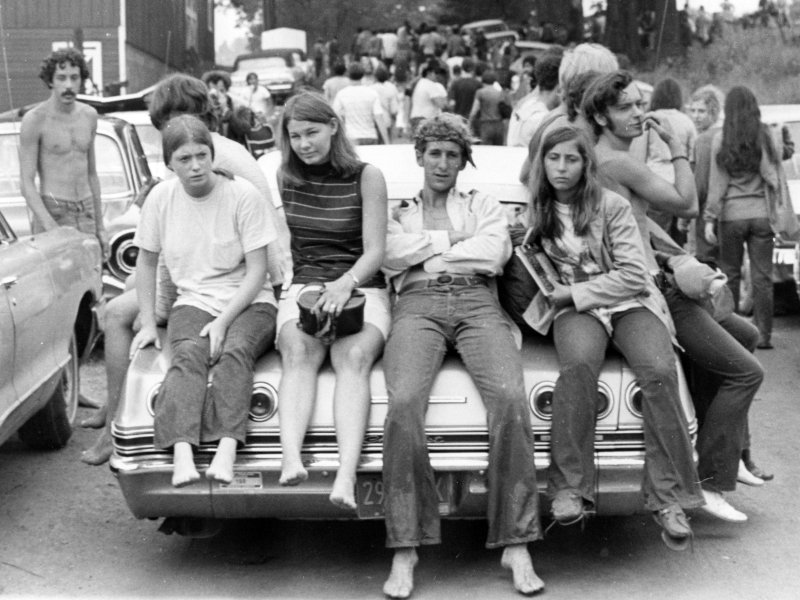
Woodstock-Besucher auf einer Zufahrtsstraße

Der Ticketverkauf für das Festival wurde beworben unter dem Motto Woodstock Music & Art Fair presents An Aquarian Exposition – 3 Days of Peace & Music (dt.: Die Woodstock Musik- und Kunstmesse präsentiert Eine Wassermann-Ausstellung – 3 Tage voller Frieden und Musik). Dieser Leitgedanke thematisierte den Aufbruch des Wassermannzeitalters – eine unter Hippies weit verbreitete, auf Astrologie beruhende Annahme, dass ein neues Zeitalter voller Liebe und Frieden begonnen habe.
Die Kosten für das Drei-Tage-Ticket beliefen sich im Vorverkauf auf 18 US-$ (2025: 150 US-$). Für ein Tagesticket mussten 7 US-$ (2025: 48 US-$) bezahlt werden. Im Vorverkauf konnten bereits 186.000 Tickets abgesetzt werden, die Erlöse in Höhe von 1,8 Millionen US-$ (2025: 15,4 Millionen US-$) erzielten. Vor Ort sollten 8 US-$/Tagesticket bzw. 24 US-$/Drei-Tage-Ticket von den Veranstaltern verlangt werden.
Bereits zwei Wochen vor Festivalbeginn kamen die ersten Besucher auf das Gelände, die sich vor Ort in Zelten und Wohnwagen häuslich niederließen. Dies geschah zu einem Zeitpunkt, als noch kein Zaun bzw. Zugangskontrollen errichtet waren. Der Besucherzustrom riss nicht mehr ab und schwoll täglich an. Zwei Tage vor Festivalstart kampierten bereits 30.000 Menschen neben der Zufahrtsstraße 17B, die wegen der fehlenden Polizeikräfte bis zur 15 Kilometer entfernten Abfahrt vom Highway 17 in Monticello zugestaut war. Kurz darauf waren alle fünf Zufahrtsstraßen blockiert, und der Verkehr staute sich auf bis zu 27 Kilometern Länge.
Da mit dem Aufstellen der Kassenhäuschen bis zuletzt gewartet worden war und Umzäunungen niedergetrampelt wurden, betrat am Samstagmorgen der auch als Ansager fungierende Oberbeleuchter Chip Monck die Hauptbühne und verkündete unter tosendem Beifall: „Von jetzt an ist das Konzert eintrittsfrei!“ Veranstalter Michael Lang antwortete auf die Frage, warum man sich dazu entschied, dass aus Woodstock ein Gratiskonzert wurde: „Es war keine Entscheidung. Wir haben die Fakten anerkannt. Es heißt immer, wir hätten die Tore zum Festivalgelände geöffnet. Aber da waren keine Tore. Am Freitagmorgen saßen 150.000 Leute auf dem Gelände, die Tickethäuschen waren noch gar nicht aufgestellt.“ Angesichts der verwaisten Tickethäuschen drohte der mächtige Musik- und Bandmanager Bill Graham den Veranstaltern, seine Band Grateful Dead nicht auftreten zu lassen, wenn nicht umgehend die Gagen ausgezahlt würden. Dieser Forderung schlossen sich The Who an. Sie befürchteten, dass die Veranstalter ihren Gagenverpflichtungen nicht nachkommen konnten. Um diese Absagen zu verhindern, wurde der örtliche Bankdirektor aus dem Wochenende geholt, um beglaubigte Barschecks mit dem Hubschrauber heranzuschaffen.

### Finanzen und Bilanzen
Die Organisation und Durchführung des Woodstock-Festivals verschlang letztlich 2,7 Millionen US-$ (2025: 23 Millionen US-$), von dem der große Hauptteil durch Rosenman und Roberts finanziert wurde. Rosenman und Roberts finanzierten und organisierten auch die größtenteils kostenlose Versorgung der knapp 400.000 Besucher. Zusätzlich mussten weitere Verpflegung und medizinische Betreuung für die Besucher sowie die Musiker selbst wegen der verstopften Zugangswege mit Hubschraubern eingeflogen werden. Das Festival wurde zunächst zu einem finanziellen Misserfolg. Nach Aussage der Veranstalter hatte man am Ende des Festivals ein Minus von 1,3 Millionen US-$ zu verkraften. Die Bank erwog die Eröffnung eines Insolvenzverfahrens über das Unternehmen Woodstock Ventures, wodurch viele Musiker um ihre Gagen und Lieferanten um den Großteil ihrer Forderungen gebracht worden wären. Um dies von ihrem Sohn abzuwenden, sprangen die vermögenden Eltern von John Roberts mit einem Blitzkredit ein, der von ihm und Rosenman über Jahre hinweg abgezahlt werden musste.
| Kosten (1969) | Kosten (2025)  | Ausgabeposition                                                                     |
| ------------- | -------------- | ----------------------------------------------------------------------------------- |
| 800.000 US-$  | 6.800.000 US-$ | Produktionskosten (inkl. Löhne für 1000 Arbeiter)                                   |
| 600.000 US-$  | 5.100.000 US-$ | unvorhergesehene Ausgaben für Hubschrauber, medizinische Versorgung und Verpflegung |
| 500.000 US-$  | 4.300.000 US-$ | umzugsbedingte Kosten von Wallkill nach Bethel                                      |
| 200.000 US-$  | 1.700.000 US-$ | Ton- und Bühnenbeleuchtung                                                          |
| 200.000 US-$  | 1.700.000 US-$ | Werbung                                                                             |
| 155.000 US-$  | 1.300.000 US-$ | Künstler-Gagen                                                                      |
| 65.000 US-$   | 560.000 US-$   | Haftpflichtversicherung                                                             |
| 50.000 US-$   | 430.000 US-$   | Pacht für das Festivalgelände an Max Yasgur                                         |
| 25.000 US-$   | 210.000 US-$   | 25 Prozent Rückerstattung für 4062 Inhaber nicht genutzter Eintrittskarten          |
| 18.000 US-$   | 150.000 US-$   | Telefonleitungen für das Gelände in Wallkill                                        |
| 18.000 US-$   | 150.000 US-$   | Telefonleitungen für das Gelände in Bethel                                          |
| 16.000 US-$   | 140.000 US-$   | Chartergebühr einer Boeing 727 für die Anreise der Hippie-Kommune Hog Farm          |
| 10.000 US-$   | 86.000 US-$    | Abschlagszahlungen an die radikale Linke (Yippies)                                  |
| 5.000 US-$    | 43.000 US-$    | Weitere Pachtzahlungen                                                              |

Kurz nach dem Festival wurde auf Druck der kreditgebenden Roberts-Familie das Duo Lang/Kornfeld aus der Woodstock Ventures gedrängt und mit jeweils 31.750 US-$ (2025: 270.000 US-$) abgefunden. Nach Auszahlung ihrer Geschäftsanteile waren Lang/Kornfeld somit nicht mehr an Rechte- und Lizenzeinnahmen beteiligt. Der Tantiemenanteil am später Oscar-prämierten und als eine der erfolgreichsten Dokumentationen aller Zeiten geltende Woodstock-Film betrug für die beiden verbleibenden Gesellschafter Rosenman/Roberts lediglich 20 %. Die verbliebenen 80 % gingen an die Warner Bros., den Produzenten Bob Maurice sowie den Regisseur Michael Wadleigh. Für die Verwertung des Film-Soundtracks standen Rosenman/Roberts lediglich 0,5 % zu, da sich der Geschäftsführer von Atlantic Records, Ahmet Ertegün, im Vorfeld die Rechte für 25.000 US-$ gesichert hatte.
Noch 1974 standen Einnahmen durch Ticketverkäufe und Rechteverwertung in Höhe von 3,3 Millionen US-$ weiterhin Ausgaben in Höhe von 3,4 Millionen US-$ gegenüber. Mithilfe der Lizenzeinnahmen aus dem Film wie auch dem Soundtrack und dem Woodstock-Live-Album konnte der Schuldenberg bis 1980 endgültig abgetragen werden. Seitdem erwirtschaften Rosenman/Roberts und der anlässlich eines Jubiläumskonzertes mit einer Minderheitenbeteilligung wieder eingestiegene Michael Lang mit Woodstock Ventures über Lizenzvergaben für Merchandising und Bild- und Tonrechte millionenschwere Gewinne aus Woodstock. Allein der weltgrößte Fanartikel-Lizenznehmer Live Nation Merchandise generiert in manchen Jahren zwischen 50 und 100 Millionen US-$ mit Woodstock-Produkten.

## Technik

### Bühne
Die nach dem Design von Steve Cohen vollständig aus Holz gefertigte Hauptbühne wurde in ostwestlicher Richtung aufgebaut, so dass die Musiker die aufgehende Sonne im Rücken hatten. Als stimmungsvoller Hintergrund diente die Seeanlage des Filippini Pond. Die Bühne wurde direkt an der West Shore Road aufgebaut, um die Anfahrtswege für die benötigten Baustoffe zur Errichtung der Bühne möglichst kurz und unkompliziert zu halten. Die auf 5 Meter erhöhte Bühnenplattform maß 20 Meter × 15 Meter und besaß in der Mitte eine drehbare Rundbühne, die auf Rollen gelagert war. Während auf der vorderen Hälfte die jeweils aktuelle Band spielen sollte, war die rückwärtige Hälfte für Auf- und Abbau vorgesehen. Es war geplant, die Umbaupausen so auf ein Minimum zu reduzieren und am Ende eines Konzertes die Bühne für die nächste Band lediglich um 180 Grad zu rotieren. Da man das Gewicht des Musikequipments unterschätzt hatte, brachen die Rollen schon am ersten Tag und man kehrte zum herkömmlichen System mit Umbaupausen zurück. Hinter der Bühne wurde ein Backstagebereich als Aufenthaltsort für die Musiker und das Veranstaltungsteam eingerichtet. Zwischen der Bühne und dem Publikum wurde für die Medienvertreter eine drei Meter hohe Holzwand errichtet. Die Bühne sowie die Dächer der weiteren Gebäude waren mit großen Segeltüchern überspannt. Der Aufbau der Bühne und die Installation der Beleuchtungstechnik wurde vom Lichtdesigner und technischen Direktor E.H. Beresford „Chip“ Monck geleitet. Monck war zuvor bereits für die Bühnen- und Beleuchtungstechnik des Monterey Pop Festivals und den meisten großen Konzertveranstaltungen der USA verantwortlich und hatte ein eingespieltes Team sowie zahlreiche Hilfskräfte unter sich.
Neben der großen Hauptbühne gab es noch eine kleinere offene und freie Bühne, die Alternative Stage. Sie war von den Mitgliedern der Hog Farm errichtet worden und stand der breiten Masse zur Verfügung. Joan Baez spielte 40 Minuten lang auf dieser Nebenbühne, bevor sie ihren Auftritt auf der Hauptbühne hatte.

### Licht- und Tontechnik

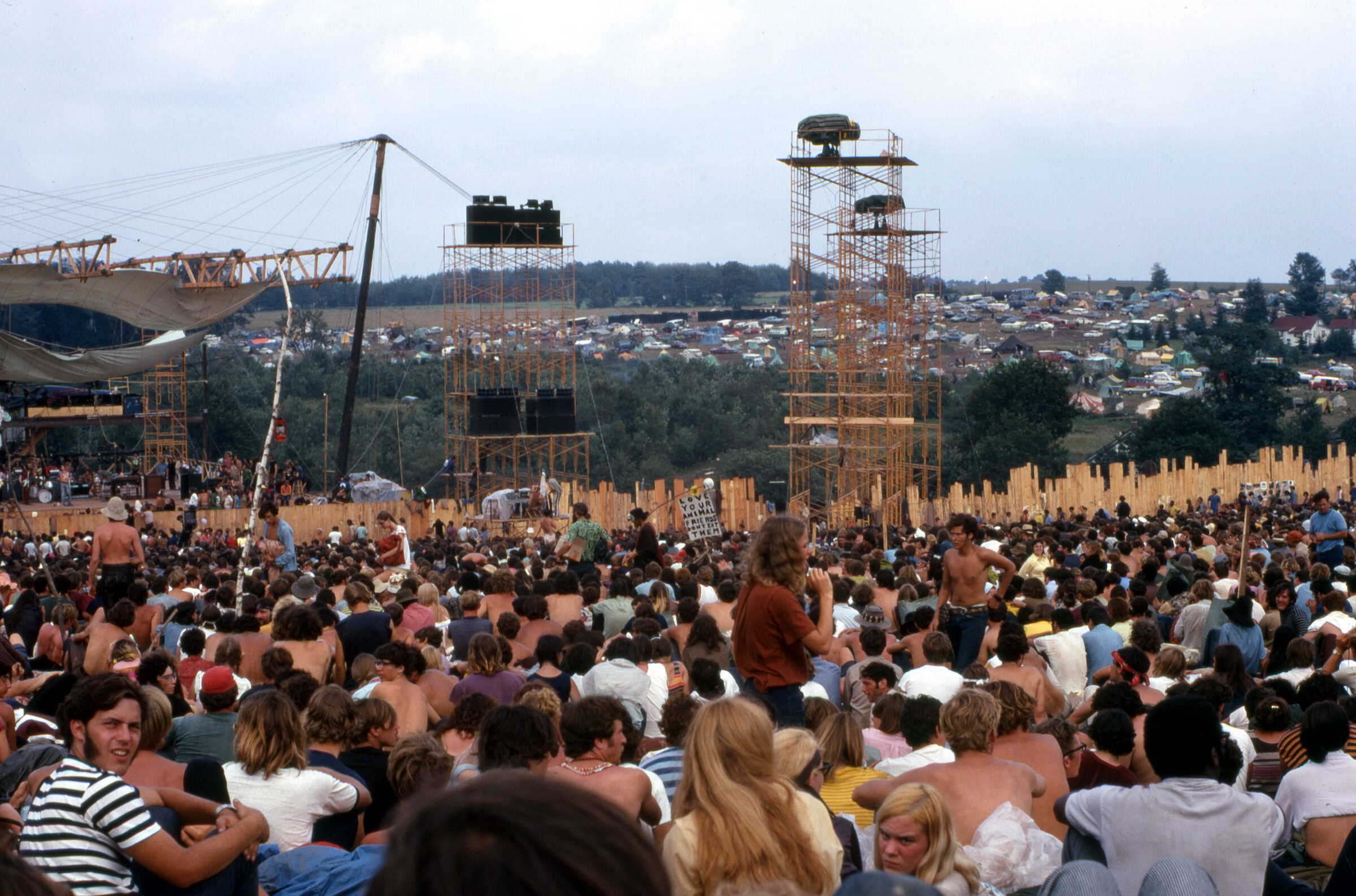
Die Woodstock-Bühne mit Sound-/Lichttürmen und dem FoH beim Auftritt von Joe Cocker

Die Hauptbühne wurde auf beiden Seiten von aus Metallgerüsten gefertigten Lautsprechertürmen à 21 Meter Höhe flankiert, um weiter hinten gelegene Gebiete beschallen zu können. Neben den Lautsprechertürmen an der Bühne stand jeweils ein Beleuchtungsturm ausgestattet mit zwei 1300-Watt-Hochleistungs-Kohlebogen-Verfolger-Spotscheinwerfern vom Typ Super Trouper. Zudem bestückte Lichtdesigner „Chip“ Monck links und rechts in etwa 40 Meter Entfernung zur Bühne inmitten des Publikums zwei weitere 21 Meter hohe Lichttürme mit jeweils vier weiteren Super Trouper. Die ungesicherten jeweils 300 kg schweren Lampen wurden manuell von Followspot-Operateuren bedient, die sich zu diesem Zwecke ebenfalls auf der obersten Plattform der Lichttürme befanden.
Das für 200.000 Zuschauer konzipierte Beschallungssystem wurde von Bill Hanley und seiner Firma Hanley Sound entwickelt, gebaut und betrieben. Hanley gilt als Pionier und „Vater“ des Festival-Sounds. Für Woodstock entwarf und baute Hanley aus Bootsbausperrholz mannshohe Lautsprecherboxen. Jede dieser Boxen wog 500 kg, war 180 cm hoch, 90 cm breit und 100 cm tief. Ein Lautsprecher bestand jeweils aus zwei mittig platzierten Bassboxen, die unter einem Paar von selbst konstruierten Hochfrequenz-Horn-Systemen installiert wurden. Jedes dieser Hochfrequenz-Horn-Systeme bestand aus einem Altec-Lansing-Modell 1003B mit 5×2-Multi-Cellular-Hörnern oder speziell von Hanley angefertigten 2×2-Hörnern aus Altec-290-Kompressionstreibern. Zusätzlich zu dieser Kombination wurden vier 15-Zoll-JBL-D130-Treiber mit Loudness Maximizer eingebaut, unterhalb vier weitere 15-Zoll-JBL-D140-Treiber, um den Bass und die Reichweite zu maximieren. Das gesamte Soundsystem wurde als Woodstock Bins bekannt.

Angetrieben wurden die Lautsprecherboxen von 20 McIntosh MC3500 Hi-Fi-Röhrenendstufen mit jeweils 350 Watt RMS-Leistung, die unter der Bühne standen. 16 der Endstufen waren für die PA-Anlage in Verwendung, zwei für die seitlich aufgestellten Bühnenmonitore, zwei herkömmliche Altec-Lansing Voice of the Theatre-Boxen und zwei weitere wurden als Havariereserve vorgehalten. Als Mikrofone dienten für alle Zwecke das Modell Shure SD 565, insgesamt ca. 20 Exemplare.
In etwa 20 Meter Entfernung gegenüber der Hauptbühne stand inmitten der Zuschauermenge eine notdürftig errichtete Plattform, die als improvisiertes FoH mit Tontechnik, Mischpult und einem entsprechend versierten Techniker diente. Zum Einsatz kamen dort vier modifizierte Shure M67 Mikrofon-Mischer mit Eingangsdämpfung, zwei Shure M63 Audio Master als Equalizer, ein Altec 1567A Röhren-Mischer und vier Teletronix LA2A Röhren-Limiter zwischen den Mischern und den Endstufen.
Hinter der Bühne befanden sich zwei 8-Spur Scully-Mehrspurrekorder, die im Anhänger eines Sattelzuges untergebracht waren. Für die Aufnahmen standen zwei dieser Ein-Zoll-Tonbandgeräte zur Verfügung, die jeweils zeitversetzt liefen. So war es möglich, immer eine Tonbandmaschine aufnehmen zu lassen, während auf der anderen das Tonband gewechselt wurde. Ein Wechsel der Spulen war aus Sicherheitsgründen alle 20 bis 25 Minuten fällig, da diese maximal 30 Minuten Musik aufnehmen konnten. Da durchgängig eine Tonspur benutzt wurde, um für den Film eine Synchronisationsspur der Kameras aufzuzeichnen, sowie eine zweite den Applaus des Publikums festhielt, blieben dem Tontechniker Eddie Kramer mit seinen Assistenten lediglich sechs Tonspuren, um die Musik aufzunehmen. Konnten die Tontechniker Solokünstler, die lediglich mit Gesang und Akustikgitarre arbeiteten, noch adäquat auf zwei getrennten Spuren aufzeichnen, wurden bei Bands mit mehr als sechs Tonquellen ähnlich klingende Instrumente auf einer Spur zusammengefasst. Bei Jimi Hendrix’ Auftritt verwendete Kramer eine Spur für das Schlagzeug, eine für weitere Perkussion, eine für Hendrix’ E-Gitarre, eine für Hendrix’ Stimme sowie eine weitere für den E-Bass.
Während der Auftritte wurde teilweise ein neues Mikrofonsystem eingesetzt, das von den Technikern der Band Grateful Dead für deren Wall of Sound entwickelt worden war: ein Sänger bekam pro Mikrofonständer zwei Mikrofone, die phasenverdreht nebeneinandergeschaltet wurden. Sinn dieser Konstruktion war die Unterdrückung von Rückkopplungen bei hohen Lautstärken. Da diese Schaltung jedoch auch eine reduzierte Klangqualität mit sich brachte, wurde sie nicht bei allen Künstlern eingesetzt. Bei späteren Konzerten rückte man von dieser Technik ganz ab.
Die Kosten für die Ton- und Lichtanlage beliefen sich auf 200.000 US-$ (2025: 1,7 Millionen US-$).

### Elektrizität
Die komplette Stromversorgung wurde durch die Pantel Electric Company aus South Fallsburg bereitgestellt, nachdem diese 14 Tage vor dem Festival das Monopol dazu erhalten hatte. Zu ihrer Arbeit, die zu Beginn des Festivals noch auf Hochtouren lief, gehörte unter anderem der Anschluss der 40 Verpflegungsstände, eine Art Freilichtkino, Außensteckdosen für den Campingbereich sowie die Wegbeleuchtung im gesamten Gelände. Firmenchef Pantel zog mit seinem Wohnwagen direkt neben die Bühne, um dort seine Kommandozentrale zu errichten und direkt vor Ort zu sein. Es wurde in zwei Schichten mit jeweils 25 Mann gearbeitet. Immer wieder kam es zu Engpässen in Sachen Material, das oft direkt aus New York City beschafft werden musste. Eine Verteileranlage mit 1200 Ampere Dreiphasenwechselstrom für die Hauptbühne erhielt Pantel von einem Freund, der die Ausstattung einiger Gebäude der New Yorker Weltausstellung aus den Jahren 1964 und 1965 erworben hatte. Die komplette Stromversorgung kostete die Woodstock Ventures 150.000 US-Dollar.

## Versorgung
In jeglichen Bereichen der Versorgung hatten die Veranstalter mit Missständen zu kämpfen. Die nach den Unwettern teils katastrophale Situation vor Ort veranlasste am Sonntagmorgen Nelson Rockefeller, seinerzeit Gouverneur des Staates New York, das Gespräch mit Veranstalter Michael Lang zu suchen. Rockefeller plante eine 10.000 Mann starke Militärdivision zum Festival zu senden. Lang redete dem Politiker diese Maßnahme zwar aus, konnte aber nicht verhindern, dass der Landkreis Sullivan County den Notstand ausrief. Am Ende musste die US Army Notverpflegung und Notärzte von der nahegelegenen Stewart Air Force Base einfliegen und Behandlungsbedürftige aus dem Gebiet ausfliegen, um sie in Krankenhäuser zu transportieren.

### Verpflegung
Ursprünglich war das Catering-Unternehmen Food for Love (Essen für Liebe) mit der alleinigen Essensausgabe betraut gewesen, die in Verbindung mit den Eintrittskarten hätte erfolgen sollen. Da allerdings der Großteil der Leute keine Eintrittskarten besaß, die Straßen für Nachlieferungen verstopft waren und die Mitarbeiter der Firma im Geiste des Festivals begannen, die Ware auch an Menschen ohne Ticket zu vergeben, reichte dies bei weitem nicht aus. Allein am ersten Tag wurden 500.000 Hamburger und Hot Dogs verzehrt.
Der Nachschub an Lebensmitteln und Trinkwasser war durch die Staus zum Erliegen gekommen. Die Betreiber der Hot-Dog-Buden reagierten mit hohen Preisen, was wiederum die Besucher empörte. Am Sonntagmorgen waren auch die letzten Hot-Dog- und Hamburgerbestände vertilgt. Mitglieder der Hippiekommune Hog Farm und zweier weiterer Hippie-Kommunen hatten die Freiküchen eingerichtet. Neben der Bevölkerung Bethels und der umgebenden Gemeinden, die teilweise zu horrenden Preisen ihre Agrarprodukte an die Zuschauer verkauften oder sehr preiswert riesige Mengen Hühnersuppe und Sandwiches verteilten, gab es noch die Hog Farm mit ihrem Leiter Wavy Gravy, die ebenfalls massenhaft Nahrung zubereitete und an die Menschen verteilte.

### Medizinische Versorgung
Die Bewohner der Hog Farm betreuten zudem viele Drogenkonsumenten, die durch Mescalin und LSD psychische oder physische Probleme bekamen. Auch bei kleineren Verletzungen wie den häufigen Schnittwunden durch herumliegende Flaschen unterstützten sie die etwa 50 Ärzte, die nachträglich eingeflogen worden waren und die teilweise ohne Bezahlung arbeiteten. Man musste sich außerdem mit Sonnenbränden und Hitzschlägen befassen. Insgesamt wurden 5162 medizinische Maßnahmen vorgenommen, davon 797 nach Drogenmissbrauch. Bei dem Festival kam ein Mann durch eine Überdosis Heroin ums Leben. Ein 17-jähriger starb, als er in seinem Schlafsack von einem Traktor überrollt wurde. Außerdem wurden zwei Kinder geboren, eines schon während der Anfahrt, ein weiteres im örtlichen Krankenhaus, nachdem auf Yasgurs Farm die Wehen einsetzten.

### Sanitäre Anlagen
Die 600 aufgestellten mobilen Toilettenkabinen waren sehr schnell überfüllt und verströmten einen beißenden Gestank. Für ihre Benutzung mussten die Konzertbesucher oft mehrere Stunden anstehen, was viele dazu brachte, die umliegenden Büsche oder einfach die Wiese zur Verrichtung ihrer Notdurft zu nutzen. Bald wurden von den Leuten selbst Schilder aufgestellt, die anzeigten, wo das Urinieren wegen des Trinkwassers verboten war.

## Rezeption
In der Rückschau wird das Woodstock-Festival insbesondere wegen des begleitenden Mythos häufig kritisch rezipiert. Einer besonderen Rolle zur Mythen- und Legendenbildung wird dabei dem 1971 mit einem Oscar prämierten Dokumentarfilm Woodstock zugemessen. So hält der Journalist Alan Posener das Festival für „einen großen Medienschwindel. Der unglaubliche Nachhall von Woodstock ist der Sieg des Mythos, der Bilder, der Vermarktung über die Realität. (…) Woodstock war weit davon entfernt, die Ideale des Hippietums zu verkörpern.“ Vielmehr „manifestierte das Festival die Widersprüche der Hippie-Ideologie. Mit John Roberts und Joel Rosenman fand Lang zwei junge Venture-Kapitalisten, die laut Anzeige im Wall Street Journal, jener Bastion des Kapitalismus und Konservatismus, eine Investitionsmöglichkeit suchten: die Geburt der Hippie-Legende aus dem Geist des Profits.“
Der Fotograf Elliot Landy, damals offizieller Festivalfotograf und Autor des Buches Woodstock Vision - The Spirit of a Generation, meint auch noch: „Woodstock war Nahrung für die Seele“. Der Popkultur-Experte Michael Behrendt urteilt: „Unvorhergesehenes, das auf schier magische Weise überwunden wurde. Eigentlich hätte Woodstock scheitern müssen, - es grenzt an ein Wunder, dass niemand ernsthaft zu Schaden kam.“
Der Kritiker Frank Schäfer, Autor des Buches Woodstock ’69. Die Legende. und der Journalist Christian Schachinger von der Tageszeitung Der Standard schreiben einvernehmlich, „dass Woodstock der musikalische Höhepunkt und gleichzeitig Endpunkt der Hippie-Bewegung war.“ Schäfer ergänzt, dass sich politisches Engagement zunehmend in Eskapismus und Drogenkonsum verlor.
Fred Weintraub, damaliger Vize-Präsident von Warner Bros., der in Zusammenarbeit mit dem Veranstalter und PR-Fachmann Artie Kornfeld die Finanzierung des Dokumentarfilms sicherstellte, sagte: „Es waren nur 400.000 Leute bei dem Festival. Aber wen immer du aus dieser Zeit fragst, sie alle sagen, dass sie dabei waren. Und sie alle denken wegen des Films, dass sie dabei waren. Letztlich wurde die von Woodstock weltweit ausgehende Peace-and-Love-Kultur erst durch den Dokumentarfilm wichtig.“
Der Filmkritiker Roger Ebert schreibt: „Es war erst der Film, der einer ganzen Generation eine Stimme gab – und der Woodstock zu einem Teil des amerikanischen Mythos machte.“ Tobias Rapp vom Nachrichtenmagazin Der Spiegel hält die Dokumentation für einen Propaganda-Film.

## Nachwirkung
Woodstock, die globale Berichterstattung und vor allem der ebenfalls weltweit zu sehende Dokumentarfilm änderten das Image und die Wahrnehmung der Rockmusik und ihrer Protagonisten explosionsartig von der Subkultur zur Popkultur.
Während der Soundtrack und der Film millionenfach Verbreitung fanden, etablierte sich in vielen Ländern die Idee, kleine Woodstocks zu organisieren. Ob auf der Isle of Wight, auf Fehmarn, in Roskilde oder anderswo.
In Deutschland wurden und werden einige Musikfestivals von Journalisten als „Deutsches Woodstock“ bezeichnet, darunter das Love-and-Peace-Festival (1970) mit etwa 25.000 Besuchern auf der Ostseeinsel Fehmarn sowie das Anti-WAAhnsinns-Festival (1986) mit über 100.000 Besuchern zur Unterstützung der Proteste gegen die geplante Wiederaufarbeitungsanlage Wackersdorf.
In Polen wird seit 1995 das alljährlich im August stattfindende Pol’and’Rock Festival, ehemals Przystanek Woodstock (Haltestelle Woodstock), mit bis zu 750.000 Zuschauern veranstaltet.
1996 kaufte der amerikanische Milliardär Alan Gerry mithilfe seiner Gerry Foundation das nahezu unveränderte Festivalgelände. Mit dem Ziel, den originalen Veranstaltungsort zu schützen, spendierte Gerry insgesamt 150 Millionen US-Dollar und ließ zunächst das 2006 eröffnete Bethel Woods Center for the Arts samt Amphitheater errichten. 2008 folgte die Eröffnung von The Museum at Bethel Woods, das umfangreiche Ausstellungen zum Woodstock-Festival beherbergt. Das gesamte ehemalige Festivalgelände wird seit dem 28. Februar 2017 im National Register of Historic Places als offizielles Kulturdenkmal der Vereinigten Staaten geführt.

## Jahrestage

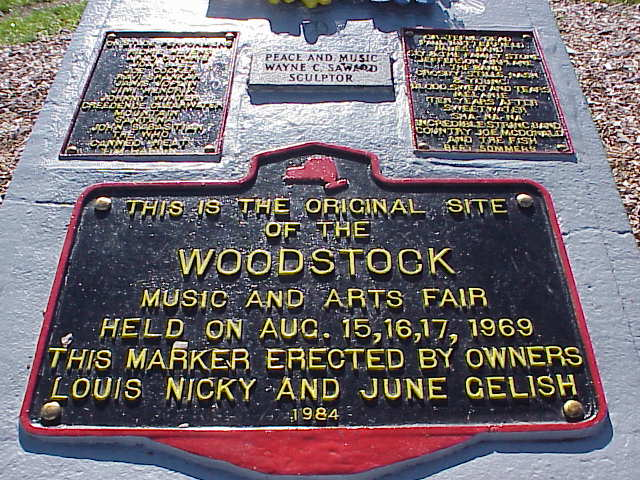
Gedenkstein zum 15-jährigen Jubiläum

- 1979 wurde anlässlich des zehnten Jahrestages ein Konzert im Madison Square Garden in New York City veranstaltet, bei dem unter anderen Richie Havens, Taj Mahal, Country Joe and the Fish, Canned Heat, Jeff „Skunk“ Baxter und Elliott Randall (beide ehemalige Mitglieder der Band Steely Dan) auftraten. Dieses Ereignis wurde auch unter dem Titel The Celebration Continues – Woodstock ’79 auf VHS veröffentlicht.
- 1979 tourte außerdem zum 10. Jahrestag das „Woodstock Revival on Tour“ durch die Bundesrepublik. Zum Abschluss dieser vier bundesweiten Auftritte traten am 23. September 1979 in Düsseldorf Joe Cocker, Richie Havens, Arlo Guthrie und Country Joe McDonald in der Philipshalle auf.
- 1984 wurde am ehemaligen Festivalgelände ein Gedenkstein aufgestellt, der an das Festival und seine Teilnehmer erinnert.
- 1989 fand im August ein spontanes Konzert statt, das mit einem einzelnen Folk-Gitarristen begann, der zum einstigen Festivalgelände gekommen war. Das Publikum des Konzerts, auf dem hauptsächlich unbekannte Bands wie The Fugs spielten, wuchs schnell auf 30.000 Menschen an. Anwesend waren außerdem Wavy Gravy und Al Hendrix, der Vater von Jimi Hendrix.
- 1994 fand zum 25-jährigen Jubiläum in Saugerties im Bundesstaat New York das Konzert Woodstock II statt, auf dem neben vielen Alternative-Interpreten wie den Red Hot Chili Peppers, Green Day oder Nine Inch Nails Interpreten wie Joe Cocker und The Band auftraten, die schon bei dem Woodstock-Festival 1969 aufgetreten waren. Der Headliner war Peter Gabriel.[61] Als Höhepunkt des Woodstock II zählt der Auftritt von Bob Dylan, welcher den ungefähr 350.000 Zuschauern[62] in Anspielung auf seine Abwesenheit beim 1969er-Festival mit den Worten „We have waited 25 years to hear this …“ angekündigt wurde.[63] Im selben Jahr erschien mit Woodstock Two die CD-Version des zweiten Albums zum Woodstock-Festival von 1969.
- 1999 fand zum 30-jährigen Jubiläum das Festival Woodstock III statt, das allerdings von gewalttätigen Auseinandersetzungen überschattet wurde.
- 2009: Zum 40. Jahrestag des Festivals war ein Jubiläumskonzert in New York geplant.[64]
- 2017 wurde das 15 Hektar große Gelände zum Kulturdenkmal erklärt.
- Zum 50-jährigen Jubiläum 2019 kündigte das Bethel Woods Center for the Arts das Anlegen von Pfaden über das Festivalgelände an, auf dem die Geschichte von Woodstock nacherzählt wird. Die Stätte sei „historisch höchst bedeutend“.[65] Im Hinblick auf das Jubiläum erfolgten 2017 und 2018 auf dem Gelände gegenwartsarchäologische Ausgrabungen durch die Binghamton University. Dabei legten die Archäologen frühere Verkaufsbereiche frei und wollen anhand der Untersuchungen die exakte Lage der Bühne bestimmen.[66]
- Michael Lang, einer der ursprünglichen Organisatoren, plante mit Woodstock 50 eine Neuauflage vom 16. bis 18. August 2019 in Watkins Glen im Norden des Bundesstaates New York, etwa 200 Kilometer vom Originalschauplatz entfernt.[67] Nachdem sich weder dort noch woanders eine geeignete Fläche finden ließ und sowohl von finanzieller Seite als auch von mehreren Künstlern gemachte Zusagen zurückgezogen worden waren, wurde die Veranstaltung zwei Wochen vor dem geplanten Termin abgesagt.[68]

## Veröffentlichungen

### Fotografie
Offizieller Woodstock-Fotograf war Elliott Landy, der zuvor vor allem durch seine Bob-Dylan-Fotos bekannt geworden war. Er hat nach eigenen Angaben aber nicht bei allen Konzerten fotografiert. Da das Geschäft seiner damaligen Freundin in Woodstock abbrannte und er deshalb in die Stadt gefahren war, verpasste er die Auftritte von The Who, Sly & The Family Stone und Crosby, Stills & Nash. Auch den Auftritt von Grateful Dead hat er nicht fotografiert.

### Filme
- Woodstock (1970), Dokumentarfilm, 186 min
- Woodstock – The Lost Performances (1990), Konzertdokumentation, 69 min
- Woodstock – The Directors Cut (1994), Dokumentarfilm, 225 min
- Woodstock Diary (1994), Dokumentarfilm, 165 min
- Taking Woodstock (2009), Spielfilm, 110 min
- Woodstock – Drei Tage, die eine Generation prägten (2019), Dokumentarfilm, 94 min[70]

### Tonträger
- Woodstock: Music from the Original Soundtrack and More (1970, Cotillion)
- Woodstock 2 (1971, Cotillion)
- Ravi Shankar – At the Woodstock Festival (1972, World Pacific)
- Woodstock Diary (1994, Atlantic Records)
- Woodstock: Three Days of Peace and Music (1994, Atlantic Records)
- Woodstock 40 (2009, Rhino Records)[71]
- Jimi Hendrix – Live at Woodstock (1999, MCA)
- Santana – The Woodstock Experience (2009, Sony BMG)
- Janis Joplin – The Woodstock Experience (2009, Sony BMG)
- Johnny Winter – The Woodstock Experience (2009, Sony BMG)
- Jefferson Airplane – The Woodstock Experience (2009, Sony BMG)
- Sly & the Family Stone – The Woodstock Experience (2009, Sony BMG)
- Joe Cocker – Live at Woodstock (2009, A&M Records)
- The Band - Woodstock - The Full 1969 Festival Performance, 17th August 1969. (2018, LeftFieldMedia)
- Creedence Clearwater Revival – Live at Woodstock 17.8.1969 (2019, Concord)
- The Who – Woodstock Festival 1969 (2018, LeftFieldMedia, 1CD; 2019; Detonade Records, 2 LPs)
- Woodstock – Back To The Garden: The Definitive 50th Anniversary Archiv (2019, Rhino Records/Cotillion 38 CDs)
- The Paul Butterfield Bluesband - Live At Woodstock, 1969, 08. 15. Main Stage. (2020, Elektra Records, 2LPs; 2020, Black Cat Records, 1CD)